# Barend Roest Crollius
Barend Roest Crollius (Den Haag, 6 mei 1912 - 2000) was een Nederlands dichter, prozaschrijver, componist en beeldend kunstenaar.

## Levensloop
Na zijn studie voor concertpianist en Nederlands werkte Barend Roest Crollius als literair-journalist voor het Algemeen Dagblad en Elseviers Weekblad. In 1935 debuteerde hij met de antinazistische Kroniek van een jeugdzonde. Een jaar later verschenen zijn anti-Hitlerroman Onheil in de verte en de roman Land van verlangen. Jan Greshoff bracht na de Tweede Wereldoorlog als criticus Roest Crollius onder de aandacht bij het publiek. Diverse boeken volgden waarin verschillende thema's aan de orde kwamen. In 1963 werd zijn briefroman Bezwarend getuigenis bekroond met de Marianne Philipsprijs. In 1972 besloot Roest Crollius definitief met schrijven te stoppen en alleen nog te tekenen en te schilderen. Hij exposeerde beeldend werk onder de namen Paul Oxydius en Oxydiaen.

## Werken
- Kroniek van een jeugdzonde (1935)
- Land van verlangen (1936)
- Onheil in de verte (1936)
- Ik wil van iemand houden (1938)
- Het roekelooze hart (1939)
- Verlossing en herschepping (1946)
- Droomschip (1947)
- Mensen zijn geen goden (1958)
- Bezwarend getuigenis (1963)
- De tomatenplukster (1964)
- De Koningsmantel (1966)
- Het alibi van Egidius (1967)

## Secundaire literatuur
Stichting Beeldende Kunst - De lijn om ons huis - het getekende oeuvre van Oxydiaen, Amsterdam, 2005